# Боровка (Красноярский край)
Боровка — деревня в Ачинском районе Красноярского края России. Входит в состав Тарутинского сельсовета. 

## География
Находится примерно в 22 км к востоку от районного центра, города Ачинск, на высоте 278 метров над уровнем моря.
К югу от деревни проходит автомобильная дорога федерального значения «Байкал».

## Население
| 2010 |
| ---- |
| 5    |

При проведении переписи 2002 года население деревни учитывалось в составе села Тарутино.
Гендерный состав
По данным Всероссийской переписи населения 2010 года 2 мужчины и 3 женщины из 5 чел.

## Улицы
Уличная сеть деревни состоит из 2 улиц (ул. Верхняя и ул. Нижняя).